# Grzegorz Mokry
Grzegorz Mokry (Tarnowskie Góry, 1985. január 19. –) lengyel labdarúgóedző.

## Pályafutása
Mokry a lengyelországi Tarnowskie Góry városában született.
2011-től 2012-ig a Ruch Radzionków edzője volt. 2012 és 2021 között több klubnál töltött be segédedzői pozíciókat, így például vezette a Pogoń Szczecin, a Polonia Bytom, a Widzew Łódź, a GKS Katowice, a Wigry Suwałki, a Miedź Legnica és a Wisła Kraków csapatát is. 2022. október 17-én, Radosław Bella távozása után az első osztályban szereplő Miedź Legnica vezetőedzője lett. 2023. június 15-én a másodosztályú Podbeskidzie Bielsko-Biała szerződtette.

## Edzői statisztika
2023. november 12. szerint

| Csapat                     | Nemzet        | –tól               | –ig                | Mérkőzések | Mérkőzések | Mérkőzések | Mérkőzések | Mérkőzések |
| Csapat                     | Nemzet        | –tól               | –ig                | M          | Gy         | V          | D          | Gy %       |
| -------------------------- | ------------- | ------------------ | ------------------ | ---------- | ---------- | ---------- | ---------- | ---------- |
| Miedź Legnica II           | Lengyelország | 2021. július 1.    | 2021. november 8.  | 16         | 10         | 2          | 4          | 62,5       |
| Wigry Suwałki              | Lengyelország | 2021. november 15. | 2022. június 30.   | 18         | 11         | 2          | 5          | 61,1       |
| Miedź Legnica              | Lengyelország | 2022. október 17.  | 2023. május 27.    | 22         | 3          | 8          | 11         | 13,6       |
| Podbeskidzie Bielsko-Biała | Lengyelország | 2023. június 15.   | 2023. november 15. | 17         | 3          | 7          | 7          | 17,6       |
| Összesen                   | Összesen      | Összesen           | Összesen           | 73         | 27         | 19         | 27         | 37,0       |